# Hydrophorus aureifacies
Hydrophorus aureifacies är en tvåvingeart som beskrevs av Becker 1914. Hydrophorus aureifacies ingår i släktet Hydrophorus och familjen styltflugor. Inga underarter finns listade i Catalogue of Life.